# Pickens (South Carolina)
Pickens (South Carolina) ist eine Stadt im US-Bundesstaat South Carolina. Die Stadt ist der Verwaltungssitz des Pickens County und befindet sich in der Metropolregion Upstate South Carolina im Nordwesten South Carolinas.
Das U.S. Census Bureau hat bei der Volkszählung 2020 eine Einwohnerzahl von 3388 ermittelt.

## Geographie
Der Table Rock State Park liegt nördlich des Stadtgebietes.

## Geschichte
Das heutige Pickens in Pickens County war früher Cherokee-Territorium. Während des Amerikanischen Unabhängigkeitskrieges stellten sich die Cherokee auf die Seite des Königreich Großbritannien. Als Großbritannien im Krieg besiegt wurde, waren die Cherokee gezwungen, ihr Land abzutreten. Am Ufer des Keowee River wurde ein Gerichtsgebäude errichtet, aus dem die Stadt Pickens Court House hervorging. Das Hagood-Mauldin House wurde um 1856 erbaut und ist als historisches Gebäude von Picken im National Register of Historic Places aufgeführt. Das Pickens Court House wurde gemeinsam mit Old Pickens Jail 1868 an seinen heutigen Standort verlegt und in Pickens umbenannt.
Die Stadt wurde nach Andrew Pickens (1739–1817), General im Amerikanischen Unabhängigkeitskrieg und Abgeordneter im Repräsentantenhaus von South Carolina, benannt.

## Infrastruktur
Der U.S. Highway 178 verläuft als Hauptstraße durch Pickens.

## Söhne und Töchter der Stadt
- Waddy Thompson (1798–1868), Politiker
- Elijah Webb Chastain (1813–1874), Politiker
- Earle Morris (1928–2011), Politiker
- Charles Haldeman (1931–1983), Autor